# Station Chertsey
Chertsey is een spoorwegstation van National Rail in Chertsey, Runnymede in Engeland. Het station is eigendom van Network Rail en wordt beheerd door South Western Railway. 